# The Guns of August
 (mars 2022).
La mise en forme du texte ne suit pas les recommandations de Wikipédia : il faut le « wikifier ».
Les points d'amélioration suivants sont les cas les plus fréquents. Le détail des points à revoir est peut-être précisé sur la page de discussion.
- Les titres sont pré-formatés par le logiciel. Ils ne sont ni en capitales, ni en gras.
- Le texte ne doit pas être écrit en capitales (les noms de famille non plus), ni en gras, ni en italique, ni en « petit »…
- Le gras n'est utilisé que pour surligner le titre de l'article dans l'introduction, une seule fois.
- L'italique est rarement utilisé : mots en langue étrangère, titres d'œuvres, noms de bateaux, etc.
- Les citations ne sont pas en italique mais en corps de texte normal. Elles sont entourées par des guillemets français : « et ».
- Les listes à puces sont à éviter, des paragraphes rédigés étant largement préférés. Les tableaux sont à réserver à la présentation de données structurées (résultats, etc.).
- Les appels de note de bas de page (petits chiffres en exposant, introduits par l'outil «  Source ») sont à placer entre la fin de phrase et le point final[comme ça].
- Les liens internes (vers d'autres articles de Wikipédia) sont à choisir avec parcimonie. Créez des liens vers des articles approfondissant le sujet. Les termes génériques sans rapport avec le sujet sont à éviter, ainsi que les répétitions de liens vers un même terme.
- Les liens externes sont à placer uniquement dans une section « Liens externes », à la fin de l'article. Ces liens sont à choisir avec parcimonie suivant les règles définies. Si un lien sert de source à l'article, son insertion dans le texte est à faire par les notes de bas de page.
- La présentation des références doit suivre les conventions bibliographiques. Il est recommandé d'utiliser les modèles {{Ouvrage}}, {{Chapitre}}, {{Article}}, {{Lien web}} et/ou {{Bibliographie}}. Le mode d'édition visuel peut mettre en forme automatiquement les références.
- Insérer une infobox (cadre d'informations à droite) n'est pas obligatoire pour parachever la mise en page.

Pour une aide détaillée, merci de consulter Aide:Wikification.
Si vous pensez que ces points ont été résolus, vous pouvez retirer ce bandeau et améliorer la mise en forme d'un autre article.
The Guns of August (1962, publié au Royaume-Uni sous le nom August 1914) est un livre d'histoire écrit par Barbara W. Tuchman, traduit en français sous le titre Août 14. Il est centré sur le premier mois de la Première Guerre mondiale. Après des chapitres d'introduction, Tuchman décrit en détail les événements d'ouverture du conflit. Son objectif devient alors une histoire militaire des concurrents, principalement les grandes puissances.
The Guns of August racontent ainsi les premières étapes de la Première Guerre mondiale, depuis les décisions d'entrer en guerre jusqu'au début de l'offensive franco-britannique qui stoppe l'avancée allemande en France. Le résultat en fut quatre années de guerre de tranchées. Au cours de son récit, Tuchman inclut une discussion sur les plans, les stratégies, les événements mondiaux et les sentiments internationaux avant et pendant la guerre.
Le livre a reçu le prix Pulitzer pour la non-fiction générale pour l'année de publication 1963 et s'est avéré très populaire. Tuchman est revenue plus tard sur le sujet des attitudes et des problèmes sociaux qui existaient avant la Première Guerre mondiale, qu'elle avait abordé dans The Guns of August, dans un recueil de huit essais publié en 1966 sous le titre The Proud Tower : A Portrait of the Monde avant la guerre, 1890-1914.

## Sommaire

### Un enterrement
En mai 1910, aux funérailles d'Edouard VII du Royaume-Uni sont invités neuf monarques en exercice, dont l'empereur Guillaume II d'Allemagne. Wilhelm, ou William, était le neveu d'Edward. Le chapitre d'ouverture commence et se termine par une description des funérailles royales et entre les deux propose une discussion sur les alliances politiques du continent et la diplomatie de la royauté, le tout au milieu des rivalités nationales, de l'impérialisme et du darwinisme social dans les années qui ont précédé la Grande Guerre. (1914-1918).

### Des plans
Les chapitres 2 à 5 sont regroupés dans une section intitulée "Plans". Il s'agit de la planification militaire d'avant-guerre, comme l'ont fait les grandes puissances européennes. Sont inclus le plan allemand Schlieffen, le plan offensif français XVII, les arrangements conjoints britanniques et français et les sentiments de la Russie envers une future guerre européenne.

### Épidémie
"Outbreak" commence par une courte introduction, qui mentionne brièvement l'événement qui a déclenché la Première Guerre mondiale. Le 28 juin 1914, à Sarajevo, Gavrilo Princip, un nationaliste serbe, assassine l'héritier présomptif du trône d'Autriche-Hongrie, l'archiduc Franz Ferdinand et sa femme Sophie, duchesse de Hohenberg. La diplomatie à l'échelle européenne et les préparatifs militaires de juillet sont alors référencés.
Les chapitres 6 à 9 commencent en août 1914. Les manœuvres des principaux politiciens, les affaires diplomatiques et les actions entreprises par diverses armées, au cours des premiers jours de la guerre, du 1er au 4 août, sont discutées et sondées. L'hésitation du Kaiser, la lutte de la Russie pour s'assurer que son alliée, la France, se joindrait à la guerre, les tentatives de la France pour obtenir une garantie de la Grande-Bretagne de son implication et l'ultimatum de l'Allemagne à la Belgique sont couverts.

### Bataille
La majeure partie du reste du livre, les chapitres 10 à 22, est essentiellement consacrée aux batailles et à la planification tactique sur deux fronts, l'Ouest (chapitres 11 à 14, 17 et 19 à 22) et l'Est (chapitres 15 et 16). ). Cependant, l'Autriche et les Balkans sont omis. Les chapitres 10 et 18 sont consacrés à la guerre sur mer.
S'entremêlent dans la narration les effets néfastes de la vanité des différents dirigeants et de l'insubordination. Sont également abordées certaines perceptions faites parmi ceux du reste du monde, y compris une interprétation critique des événements qui ont cimenté diverses opinions politiques (comme le chapitre 17). Le court "Afterword" revient ensuite sur les événements d'août 1914.

#### Méditerranée
Tuchman commence la section "Bataille" en couvrant la recherche par les forces navales alliées du Goeben, un croiseur de bataille en Méditerranée (chapitre 10). Le Goeben finit par se réfugier dans les Dardanelles, eaux de l'Empire ottoman alors neutre. De telles actions navales déclenchent des manœuvres diplomatiques, mais l'événement précipite l'entrée de la Turquie dans la guerre aux côtés de l'Allemagne. Le développement a fonctionné pour bloquer les importations / exportations russes via ses ports ouverts toute l'année sur la mer Noire. Cela, à son tour, a conduit à la désastreuse campagne de Gallipoli.

#### Front occidental
Les chapitres 11 à 14 traitent de la guerre en Europe occidentale. En premier sont abordés l'invasion allemande au nord-est de la Belgique et le front occidental général, en particulier la situation en Alsace. Ensuite, Tuchman décrit l'arrivée en France du corps expéditionnaire britannique (chapitre 12).
En franchissant la frontière belge, les armées allemandes sont engagées par l'armée belge devant Liège, et dans l'est de la France, par cinq armées françaises, et dans le sud de la Belgique, par quatre divisions britanniques (appelées British Expeditionary Forcer). On disait que les Français travaillaient dans l'illusion que leur élan serait crucial pour contrer les attaques allemandes tandis que les Britanniques se battaient durement à la bataille de Mons. En août, chaque camp a déployé ses forces armées afin de mettre en œuvre ses propres stratégies développées avant la guerre (discutées dans «Plans»).
Le Haut Commandement français avait sous-estimé dans ses prévisions les forces nécessaires pour faire face à la grande attaque massive de l'armée allemande, qui se précicpitait maintenant sur eux. C'est peut-être grâce aux décisions de Charles Lanrezac, le commandant de la Cinquième Armée française, qui agit en temps opportun avant d'obtenir la permission de Joseph Joffre, que toute la ligne française a finalement été sauvée de l'enveloppement et de l'effondrement général. Bien que ses appels aient été ignorés, Lanrezac a retiré ses forces à Charleroi d'une position intenable et d'une destruction probable, et il les a redéployées plus favorablement. Il a ensuite été relevé de son commandement.
La bataille des frontières a été brutale. L'armée belge a été précipitée contre l'armée allemande, mais les Alliés ont été forcés de battre en retraite lentement sous l'assaut allemand jusqu'à ce que les Allemands soient à moins de 64 km de Paris. La ville fut sauvée grâce au courage et à la verve d'un général territorial semi-retraité, Joseph Gallieni, qui rassembla ses ressources limitées et sauva la mise. La ville se préparait à un siège et à une éventuelle destruction complète, et le gouvernement avait fui vers le sud, lorsque deux divisions de réserves arrivèrent soudainement et furent précipitées au front par la flotte de 600 taxis de la ville. Tuchman note cyniquement que Joffre s'attribua plus tard le mérite d'avoir sauvé Paris et l'armée française après avoir fait relever le commandant qui avait ordonné la retraite tactique, Lanrezac, et l'ancien commandant et son ancien supérieur, Gallieni, repoussés dans l'obscurité.
Tuchman prend également soin de souligner que bien que de nombreuses actions de Joffre aient été honteuses, lorsqu'il a finalement été poussé à l'action, il a fait preuve d'une grande habileté à guider le contre-coup improvisé à la hâte qui s'est écrasé sur le flanc de l'envahisseur. Les Allemands ont grandement contribué à leur propre perte en dépassant leurs lignes de ravitaillement, en poussant leur infanterie au point de s'effondrer physiquement et en s'écartant du plan d'invasion original, qui prévoyait que le flanc droit soit protégé contre les contre-attaques. À ce stade de son offensive, l'armée allemande avait besoin des troupes utilisées par le siège de la forteresse d'Anvers, tenue par l'armée belge. Les deux côtés étaient en proie à une mauvaise communication et à des états-majors fortement investis dans la politique et la flagornerie. Les avertissements sinistres des commandants sur le terrain furent ignorés lorsqu'ils ne correspondaient pas aux notions préconçues de victoire rapide à faible coût.
Tuchman présente tous les acteurs clés, à la fois les commandants alliés (français, britanniques, belges et russes) et les commandants allemands. Leurs personnalités, leurs forces et leurs faiblesses sont discutées.
- Joseph Joffre, général français, chef d'état-major du Grand Quartier Général
- Lord Kitchener, secrétaire d'État britannique à la guerre
- Helmuth von Moltke, chef d'état-major allemand
- Alexander von Kluck, commandant de l'extrême droite allemande
- Guillaume II, empereur allemand et roi de Prusse (alias "Le Kaiser")
- Albert Ier, roi des Belges
- Le président français Raymond Poincaré, le premier lord britannique de l'amirauté Winston Churchill, et un jeune soldat nommé Charles de Gaulle, qui a combattu pour la France

#### La Russie et l'Allemagne
Seuls les chapitres 15 et 16 sont consacrés au front de l'Est, et centrés sur l'invasion russe de la Prusse orientale et la réaction allemande à celle-ci, culminant avec la bataille de Tannenberg, où l'avance russe fut stoppée, de manière décisive.
Dans les chapitres, Tuchman couvre la série d'erreurs, de plans défectueux, de mauvaises communications et de mauvaise logistique, qui, entre autres, ont décidément aidé les Français à l'ouest. Par exemple, les Allemands ont transféré par erreur, depuis l'ouest, deux corps pour se défendre contre ce que le livre appelle le "rouleau compresseur russe". La grande misère qui s'est développée sur le front de l'Est est notée.

#### Flammes de Louvain
Tissés dans le texte sur les batailles en Belgique se trouvent des éléments de fait que les gouvernements alliés utiliseraient dans la formation de l'opinion éventuelle de l'Occident selon laquelle l'Allemagne avait été la nation agressive contre la Belgique. De tels faits et conclusions se répéteraient pendant toute la durée de la guerre et affecteraient grandement l'implication future des États-Unis.
Ici aussi, au chapitre 17 Les Flammes de Louvain, Tuchman place une sélection de points de vue allemands provenant de diverses sources sur les objectifs et les désirs de l'Allemagne. Elle cite Thomas Mann disant que l'objectif était "l'établissement de l'idée allemande dans l'histoire, l'intronisation de la Kultur, l'accomplissement de la mission historique de l'Allemagne". Elle transmet ensuite le récit du journaliste américain Irvin S. Cobb d'un entretien avec un «scientifique allemand»: «L'Allemagne [est] pour le progrès. La culture allemande éclairera le monde et après cette guerre, il n'y en aura plus jamais d'autre." De plus, un «homme d'affaires allemand» est d'avis que la guerre donnera à l'Europe « une nouvelle carte, et l'Allemagne en sera le centre» (objectifs similaires au programme de septembre). Une telle menace ouverte a contribué à solidifier l'opposition à l'Allemagne, a poussé George Bernard Shaw à en avoir «marre» du militarisme prussien, et HG Wells à condamner le «dieu de la guerre» allemand et à espérer la fin de tout conflit armé.
Le chapitre 17 se concentre principalement sur les atrocités de l'armée allemande en Belgique, en particulier contre la ville universitaire historique de Louvain. Tuchman cadre ses remarques en décrivant la Schrecklichkeit, la "théorie de la terreur" de l'armée allemande. En conséquence, dans une tentative infructueuse de réprimer le franc-tireur "illégal" (civils tirant sur les troupes allemandes), des centaines de citoyens voisins de plusieurs villes belges avaient été exécutés. Ses récits de la férocité de telles représailles de l'armée allemande contre la population en général et de l'incendie volontaire de Louvain, comme sa bibliothèque universitaire, montrent clairement pourquoi les Alliés occidentaux pourraient se sentir justifiés de condamner l'Allemagne et les Allemands en bloc.

#### Guerre sur mer
Le chapitre 18 décrit la crainte des Britanniques que, puisque leur nation insulaire dépendait des importations d'outre-mer, la marine allemande puisse réussir à perturber leur commerce international. Bien que la marine britannique ait été supérieure en navires et en expérience, peut-être que «la meilleure opportunité de la marine allemande pour une bataille réussie était dans les deux ou trois premières semaines de la guerre». Cependant, la flotte allemande de haute mer est restée au port et a reçu l'ordre de ne pas défier les navires de guerre britanniques surveillant la mer du Nord. Ainsi, un contrôle substantiel sur les voies maritimes mondiales était alors exercé par la Royal Navy britannique.
Autour du rôle neutre des États-Unis, la politicaillerie diplomatique s'est rapidement intensifiée. Le 6 août, Washington demanda formellement aux Européens d'accepter de suivre la déclaration de Londres de 1908, qui « favorisait le droit des neutres au commerce contre le droit des belligérants au blocus ». L'Allemagne a accepté. La Grande-Bretagne "a dit oui et voulait dire non" et a complété un ordre du Conseil le 20 août (le 100e anniversaire de l'incendie de Washington par la Grande-Bretagne). Malgré l'intention équitable du droit international, la Grande-Bretagne a cherché à recevoir des approvisionnements d'Amérique tandis que son blocus naval de l'Allemagne a refusé les approvisionnements à l'Allemagne. Woodrow Wilson avait déjà conseillé aux Américains le 18 août d'être "neutres en fait comme en nom, impartiaux en pensée comme en action" afin que l'Amérique devienne le "médiateur impartial" qui pourrait alors apporter "des normes de droiture et d'humanité". » aux belligérants afin de négocier « une paix sans victoire » en Europe. Les deux journaux de guerre profitent d'une multiplication par près de quatre du commerce avec la Grande-Bretagne et la France et la "folie allemande" finira par contribuer plus tard à provoquer l'entrée des États-Unis dans la Première Guerre mondiale.

#### Défense de Paris
Les quatre derniers chapitres du livre (19-22) décrivent les combats en France jusqu'au début de la première bataille de la Marne. Les forces françaises et britanniques, enfin unies, tombent sur le flanc droit exposé d'Alexander von Kluck dans ce qui sera la première offensive réussie des Alliés. Lors de l'attaque qui a suivi, les Allemands ont été repoussés vers le nord, les deux camps subissant de terribles pertes. Alors que Paris a été sauvé, la guerre a pris une nouvelle tournure, les deux camps s'installant dans un système de tranchées défensives, qui traversait la France et la Belgique de la Manche à la Suisse. Cela devint connu sous le nom de Front occidental et, au cours des quatre années suivantes, il consommera une génération de jeunes hommes.

### Épilogue
Tuchman propose brièvement des réflexions sur la première bataille de la Marne et sur la guerre en général. L'ouverture de la guerre « produisit une impasse sur le front occidental. Aspirant des vies au rythme de 5 000 et parfois 50 000 par jour, absorbant des munitions, de l'énergie, de l'argent, des cerveaux et des hommes entraînés », il a dévoré ses concurrents. "Les nations ont été prises au piège. . . ."
Avec le temps, une telle guerre deviendrait intolérable. "Les hommes ne pourraient pas soutenir une guerre d'une telle ampleur et d'une telle douleur sans espoir - l'espoir que son énormité même garantirait qu'elle ne pourrait plus jamais se reproduire."

## Erreurs de calcul menant à la guerre
Tout au long du récit susmentionné, Tuchman évoque constamment un thème : les nombreuses idées fausses, erreurs de calcul et erreurs qui, selon elle, ont entraîné la tragédie de la guerre des tranchées, telles que :
- Erreur de calcul économique : Tuchman dit que les intellectuels et les dirigeants européens ont surestimé le pouvoir du libre-échange. Ils pensaient que l'interconnexion des nations européennes par le biais du commerce empêcherait une guerre à l'échelle du continent d'éclater, car les conséquences économiques seraient trop importantes. Cependant, l'hypothèse était incorrecte. Par exemple, Tuchman a noté que Moltke, lorsqu'il a été averti de telles conséquences, a même refusé de les considérer dans ses plans, arguant qu'il était un "soldat" et non un "économiste".
- Croyance infondée en une guerre rapide : à l'exception de très peu de politiciens (qui étaient à l'époque ridiculisés et exclus en raison de leurs opinions, seul Lord Kitchener ayant le pouvoir d'agir sur son anticipation d'une longue guerre), tous les dirigeants des grands les combattants croyaient que la guerre serait terminée en quelques semaines, certainement à la fin de 1914. Tuchman a raconté l'histoire d'un homme d'État britannique qui, après avoir averti les autres que la guerre pourrait durer deux ou trois ans, a été qualifié de « pessimiste ». Cette fausse hypothèse a eu des effets désastreux, notamment sur la logistique (voir ci-dessous).
- Dépendance excessive au moral et à l'offensive : Tuchman détaille, en profondeur, comment les dirigeants des grandes puissances, avant la guerre, ont développé une philosophie de la guerre basée presque entièrement sur le moral, une offensive constante et le maintien de l'initiative. Joffre, en particulier, a refusé d'envisager de passer sur la défensive ou même de ralentir l'offensive, même lorsque les réalités du champ de bataille ont démontré que son approche ne fonctionnait pas.
- Ne pas tenir compte des réactions politiques : de nombreux planificateurs de guerre n'ont pas pris en considération les conséquences politiques et fondées sur les traités de leurs actions offensives. Comme le soutient Tuchman, les dirigeants allemands en particulier ont refusé de considérer les conséquences du déplacement de leurs armées en Belgique malgré la neutralité de ce pays. Malgré les inquiétudes de Moltke, les généraux allemands ont insisté pour traverser la Belgique car ils avaient besoin de manœuvrer. Ils n'ont pas (ou ont refusé) de se rendre compte qu'en envahissant la Belgique, ils ont effectivement forcé la Grande-Bretagne à déclarer la guerre en raison des traités existants et de l'honneur national.
- Formes obsolètes d'étiquette en temps de guerre : bien que la technologie, les objectifs, les méthodes et les plans de la Première Guerre mondiale aient été très différents des guerres précédentes, les chefs militaires des territoires occupés ont continué à s'attendre à une forme d'étiquette martiale de la part des civils, concernant la coopération. et l'obéissance aux instructions, en tant que partie réciproque du statut de non-combattant ; ce qui a accru le ressentiment entre les citoyens des nations opposées. Pour illustrer, Tuchman utilise à plusieurs reprises des citations des journaux de généraux allemands qui ont réquisitionné les maisons et les fournitures des civils. Un thème récurrent dans les entrées de leur journal était qu'ils ne pouvaient tout simplement pas comprendre pourquoi les propriétaires refusaient une coopération totale, conformément à la courtoisie traditionnelle en temps de guerre. Dans un passage quelque peu comique, Tuchman cite même un général qui a reproché au maître d'une maison belge de ne pas s'être assis avec lui au dîner et de ne pas avoir observé l'étiquette des repas en dépit du fait que les Allemands avaient violé la neutralité de son pays, pris le contrôle de sa maison, et volé ou détruit une grande partie de ses biens. Des problèmes similaires se sont posés dans l'application pratique de la guerre sous-marine, puis aérienne.

Dans l'ensemble, Tuchman soutient que si certains des principaux combattants de la guerre attendaient avec impatience une guerre, en particulier l'Allemagne et l'Autriche-Hongrie, tous s'attendaient à ce qu'elle soit courte, et aucun d'entre eux ne souhaitait ou n'anticipait une guerre prolongée. De même, elle soutient que même des succès, tels que la première bataille de la Marne, une victoire française, étaient dans une certaine mesure des victoires accidentelles qui ont été remportées malgré, et non à cause du leadership ou de la stratégie militaire.

## Impact culturel
Le livre a été un best-seller immédiat et a figuré sur la liste des best-sellers du New York Times pendant 42 semaines consécutives.Le comité de nomination du prix Pulitzer n'a pas été en mesure de lui décerner le prix de l'histoire exceptionnelle car le testament de Joseph Pulitzer stipulait expressément que le récipiendaire du prix Pulitzer d'histoire devait être un livre sur l'histoire américaine. Au lieu de cela, Tuchman a reçu le prix de la non-fiction générale.
Selon les notes de couverture d'une version audio de The Guns of August, "[le président John F. Kennedy ] a été tellement impressionné par le livre qu'il en a donné des copies à son cabinet et à ses principaux conseillers militaires, et leur a ordonné de le lire." . Dans son livre One Minute to Midnight à propos de la crise des missiles de Cuba, Michael Dobbs note la profonde impression que Guns a eue sur Kennedy. Il le citait souvent et voulait que « chaque officier de l'armée » le lise également. Par la suite, "[l]e secrétaire de l'armée a envoyé des copies à toutes les bases militaires américaines dans le monde. Kennedy a puisé dans The Guns of August pour aider à faire face à la crise à Cuba, y compris les implications profondes et imprévisibles qu'une escalade rapide de la situation pourrait avoir,. Robert S. McNamara, secrétaire américain à la Défense sous la présidence de Kennedy, a rappelé que "[t]ôt dans son administration, le président Kennedy a demandé à ses responsables du cabinet et aux membres du Conseil de sécurité nationale" de lire The Guns of August. McNamara a raconté que Kennedy a déclaré que The Guns of August décrivait graphiquement comment les dirigeants européens s'étaient mêlés à la débâcle de la Première Guerre mondiale, et que Kennedy a dit plus tard aux responsables de son cabinet que "nous n'allons pas nous lancer dans la guerre".
Le Premier ministre britannique Harold Macmillan, qui avait servi sur le front occidental pendant la Première Guerre mondiale, a également été profondément marqué par le livre. Dans son journal du lundi 22 octobre 1962, il écrit :
Washington, dans la panique, a appelé à une « alerte » de l'OTAN avec tout ce que cela implique (dans notre cas, une proclamation royale et l'appel des réservistes). Je lui ai dit que nous ne pas répétons pas d'accord à ce stade. Le General Norstad était d'accord avec cela et a déclaré qu'il pensait que les puissances de l'OTAN adopteraient le même point de vue. J'ai dit que la « mobilisation » avait parfois causé la guerre. Ce qui était ici absurde puisque les forces supplémentaires mises à disposition par 'Alert' n'avaient aucune signification militaire.
Graham Allison, un politologue qui a couvert la crise des missiles cubains dans Essence of Decision, a noté l'effet du livre de Tuchman sur Kennedy, mais aussi ses implications pour l'étude appropriée de la prise de décision et de la guerre. Allison a créé un modèle complet de prise de décision, qu'il a appelé le modèle de processus organisationnel, basé sur des questions telles que celles couvertes par Tuchman, un modèle qui s'oppose directement à la théorie des jeux et à d'autres moyens rationalistes d'expliquer les événements.
Après l'assassinat de Kennedy le 22 novembre 1963, des représentants de plus de 90 pays ont assisté aux funérailles nationales le 25 novembre. Ils comprenaient 19 présidents, premiers ministres et membres de familles royales, dont le président français Charles de Gaulle, l'empereur éthiopien Haile Selassie, le roi de Belgique Baudouin, le chancelier ouest-allemand Ludwig Erhard, le prince Philip de Grande-Bretagne et la reine Frederika de Grèce. Le producteur de NBC News, Reuven Frank, a raconté dans son autobiographie que tout le monde dans la salle de contrôle avait lu le livre et avait eu le souffle coupé en voyant les nombreux chefs d'État marcher à pied. Les funérailles ont vu le plus grand rassemblement de présidents, de premiers ministres et de membres de la royauté lors de funérailles d'État depuis celui du roi Édouard VII. Au total, 220 dignitaires étrangers de 92 pays, cinq agences internationales et la papauté ont assisté aux funérailles,.

## Tuchman dans le récit
Bien qu'elle ne l'ait pas mentionné explicitement dans Les Canons d'août, Tuchman était présente pour l'un des événements charnières du livre : la poursuite du croiseur de bataille allemand Goeben et du croiseur léger Breslau. Dans son récit de la poursuite, elle écrivit : « Ce matin-là [le 10 août 1914] arriva à Constantinople le petit paquebot italien qui avait été témoin de l'action du Gloucester contre Goeben et Breslau . Parmi ses passagers se trouvaient la fille, le gendre et les trois petits-enfants de l'ambassadeur américain, M. Henry Morgenthau." . Comme elle était une petite-fille d'Henry Morgenthau, elle fait référence à elle-même, ce qui est confirmé dans son livre ultérieur Practicing History, dans lequel elle raconte l'histoire de son père, Maurice Wertheim, voyageant de Constantinople à Jérusalem le 29 août 1914, pour y remettre des fonds à la communauté juive. Ainsi, à l'âge de deux ans, Tuchman est présente lors de la poursuite de Goeben et Breslau, qu'elle documente 48 ans plus tard.

## Adaptation cinématographique
Le livre a servi de base à un film documentaire de 1964, également intitulé The Guns of August . Le film de 99 minutes, qui a été créé à New York le 24 décembre 1964, a été produit et réalisé par Nathan Kroll et raconté par Fritz Weaver, avec la narration écrite par Arthur B. Tourtellot. Il a utilisé des images de films trouvées dans les archives gouvernementales à Paris, Londres, Bruxelles, Berlin et Washington, DC,,.